# Цветлин
Цветлин је насељено место у саставу општине Бедња у Вараждинској жупанији, Хрватска. До територијалне реорганизације у Хрватској налазио се у саставу старе општине Иванец.

## Становништво
На попису становништва 2011. године, Цветлин је имао 283 становника.

## Попис1991.
На попису становништва 1991. године, насељено место Цветлин је имало 422 становника, следећег националног састава:
| Попис 1991.‍ | Попис 1991.‍ | Попис 1991.‍ | Попис 1991.‍ | Попис 1991.‍ |
| ----------- | ----------- | ----------- | ----------- | ----------- |
|             |             |             |             |             |
| Хрвати      | Хрвати      |             | 419         | 99,28%      |
| Словенци    | Словенци    |             | 2           | 0,47%       |
| непознато   | непознато   |             | 1           | 0,23%       |
| укупно: 422 |             |             |             |             |